# 29700 Селмон
29700 Селмон (29700 Salmon) — астероїд головного поясу, відкритий 19 грудня 1998 року.
Тіссеранів параметр щодо Юпітера — 3,492.
Названий на честь Джорджа Селмона (1819-1904), професора математики у Триніті Коледжі, Дублін. Селмон досліджував алгебраїчні криві та поверхні.